# Ninodes watanabei
Ninodes watanabei là một loài bướm đêm trong họ Geometridae.